# زبان‌گاوی فیلیپینی
زبان‌گاوی فیلیپینی (نام علمی: Cynoglossus suyeni) نام یک گونه از سرده کفشک زبان‌گاوی است.